# Iver Holter
Iver Paul Fredrik Holter (13. prosince 1850 – 27. ledna 1941) byl norský hudební skladatel a dirigent. Začal studovat medicínu, ale roku 1876 přestoupil na hudbu, nejdříve v Norsku u Johana Svendsena a později v Lipsku a Berlíně. Roku 1882 se stal nástupcem Edvarda Griega jako dirigent Bergenského filharmonického orchestru a na podzim 1886 se stal uměleckým ředitelem Filharmonie Oslo, kde setrval čtvrt století. Stal se ústřední postavou hudebního života v Oslu a významným hudebním organizátorem.
Holter skládal hudbu inspirovanou romantickými a klasicistními vlivy. Jeho početné dílo zahrnuje symfonii, smyčcové kvartety, houslový koncert, kantáty, písně a sborové kompozice. Známá je hudba ke Goethově Götzovi z Berlichingenu a orchestrální skladba St. Hans Kveld.